# Sportklub Niederösterreich St. Pölten
Lo Sportklub Niederösterreich St. Pölten, detto anche semplicemente St. Pölten, e fino al 2010 anche Sportklub Niederösterreichische Versicherung St. Pölten per motivi di sponsor, è una squadra di calcio della città austriaca di St. Pölten, capoluogo dello stato federato della Bassa Austria (Niederösterreich).
Fondata nel 2000 dalla fusione delle due preesistenti realtà calcistiche cittadine, il VSE St. Pölten e il FCN St. Pölten, la squadra milita nella prima divisione del campionato austriaco, la Bundesliga, dopo la promozione dalla Erste Liga nel 2015-2016.

## Storia

### VSE St. Pölten
Fondato nel 1920, il club nerazzurro raggiunse i vertici del calcio nazionale negli anni novanta, quando fu promosso in Bundesliga. Era a sua volta nato da una fusione fra tre club: BSV Voith (squadra della storica azienda Voith AG), FC St. Pölten e Sportklub Schwarze Elf, da cui furono mutuati i colori sociali e l'anno di fondazione. Nel 1986-1987 il club, con la denominazione di VSE St. Pölten-Gablitz, vinse la Regionalliga Ost e, l'anno dopo, arrivò in 1. Division, l'attuale Bundesliga. Nel suo primo anno in massima divisione arrivò addirittura a qualificarsi per i Meister-Playoff.
Dopo alcune stagioni alterne, nel 1994 retrocesse in 2. Division e, nel giro di pochi anni, si ritrovò di nuovo in Regionalliga. Si arrivò così alla fusione con i concittadini del FCN, dando vita nell'estate del 2000 all'attuale club.
I calciatori più famosi ad aver militato nel VSE St. Pölten furono i nazionali austriaci Ernst Aigner, Muhammet Akagündüz, Walter Schachner e Ivica Vastić, il nazionale croato Zlatko Kranjčar, la stella argentina Mario Kempes e il campione ungherese Lajos Détári.

### Storia attuale
La nuova squadra si iscrive al campionato utilizzando le infrastrutture del FCN St. Pölten. Nella stagione 2001-2002 riesce a vincere il campionato di Land, approdando in Regionalliga Ost. Dopo cinque stagioni ottiene la promozione in Erste Liga, campionato dove milita attualmente. Nella stagione 2007-2008 riesce a raggiungere le semifinali della ÖFB-Amateurcup, la competizione che per quella stagione sostituisce la Coppa d'Austria.

## Stadio
Il St. Pölten ha giocato fino al 2012 le partite casalinghe al Voithplatz. Costruito negli anni cinquanta, e ristrutturato nel 2007, ha una capienza di 8.000 spettatori.
L'amministrazione cittadina ha progettato un nuovo impianto la cui inaugurazione è avvenuta il 7 luglio 2012. La nuova NV Arena, capace di 8.000 spettatori, è stata inaugurata con un torneo triangolare al quale hanno partecipato i padroni di casa, il Rapid Vienna e lo Sparta Praga.

## Statistiche e record

### Statistiche nei campionati nazionali
Tabella aggiornata al 3 novembre 2020.
| Livello | Categoria       | Partecipazioni | Debutto   | Ultima stagione |
| ------- | --------------- | -------------- | --------- | --------------- |
| 1°      | Bundesliga      | 5              | 2016-2017 | 2020-2021       |
| 2°      | Erste Liga      | 8              | 2008-2009 | 2015-2016       |
| 3°      | Regionalliga    | 6              | 2002-2003 | 2007-2008       |
| 4°      | 1. Landesliga   | 1              | 2001-2002 | 2001-2002       |
| 5°      | Leghe inferiori | 1              | 2000-2001 | 2000-2001       |

### Statistiche nelle competizioni UEFA
Tabella aggiornata al 6 novembre 2020.
| Competizione                  | Partecipazioni | G | V | N | P | RF | RS |
| ----------------------------- | -------------- | - | - | - | - | -- | -- |
| Coppa UEFA/UEFA Europa League | 1              | 4 | 1 | 0 | 3 | 5  | 6  |

| Stagione | Competizione       | Turno | Avversario    | Casa | Trasferta | Somma |
| -------- | ------------------ | ----- | ------------- | ---- | --------- | ----- |
| 2015-16  | UEFA Europa League | 2Q    | Botev Plovdiv | 2-0  | 1-2       | 3-2   |
| 2015-16  | UEFA Europa League | 3Q    | PSV           | 2-3  | 0-1       | 2-4   |

## Organico

### Rosa 2023-2024
Aggiornata al 28 settembre 2023.
| N. |                           | Ruolo | Calciatore          |
| -- | ------------------------- | ----- | ------------------- |
| 5  | Costa d'Avorio (bandiera) | D     | Souleymane Kone     |
| 6  | Guinea (bandiera)         | C     | Karim Conte         |
| 7  | Austria (bandiera)        | C     | Christoph Messerer  |
| 8  | Austria (bandiera)        | C     | Christoph Messerer  |
| 9  | Austria (bandiera)        | A     | Bernd Gschweidl     |
| 10 | Austria (bandiera)        | C     | Marcel Ritzmaier    |
| 11 | Sierra Leone (bandiera)   | C     | George Davies       |
| 14 | Corea del Sud (bandiera)  | D     | Hong Yun-sang       |
| 15 | Austria (bandiera)        | D     | Christian Ramsebner |
| 16 | Austria (bandiera)        | C     | Nicolas Wisak       |
| 19 | Austria (bandiera)        | D     | David Riegler       |
| 20 | Austria (bandiera)        | C     | Daniel Schütz       |

| N. |                        | Ruolo | Calciatore           |
| -- | ---------------------- | ----- | -------------------- |
| 21 | Austria (bandiera)     | D     | Michael Lang         |
| 23 | Lussemburgo (bandiera) | D     | Dirk Carlson         |
| 24 | Croazia (bandiera)     | A     | Krešimir Kovačević   |
| 25 | Austria (bandiera)     | C     | Thomas Salamon       |
| 26 | Stati Uniti (bandiera) | C     | Ulysses Llanez       |
| 27 | Austria (bandiera)     | P     | Pirmin Strasser      |
| 34 | Austria (bandiera)     | D     | Julian Tomka         |
| 37 | Austria (bandiera)     | D     | Julian Keiblinger    |
| 40 | Austria (bandiera)     | D     | Niklas Streimelweger |
| 77 | Austria (bandiera)     | C     | Din Barlov           |
| 95 | Francia (bandiera)     | C     | Kévin Monzialo       |

### Staff tecnico
| Allenatore:              | Stephan Helm      |
| Allenatore in seconda:   | Emanuel Pogatetz  |
| Allenatore dei portieri: | Christoph Eglseer |
| Preparatore atletico:    | Christian Balga   |
| Direttore sportivo:      | Georg Zellhofer   |
| Fisioterapista:          | Michael Ettenauer |

## Rose delle stagioni precedenti
- 2009-2010
- 2014-2015
- 2015-2016
- 2016-2017
- 2019-2020

## Palmarès

### Competizioni nazionali
- Erste Liga: 1

2015-2016
- Campionato di Regionalliga: 1

2007-2008

### Competizioni regional i
- Campionato di 2. Landesliga: 1

2000-2001
- Campionato della Bassa Austria: 1

2001-2002

### Altri piazzamenti
- Coppa d'Austria:

Finalista: 2013-2014
Semifinalista: 2007-2008, 2015-2016